# Valloire-sur-Cisse
Valloire-sur-Cisse – gmina we Francji, w Regionie Centralnym, w departamencie Loir-et-Cher. W 2013 roku liczba ludności wynosiła 2378 mieszkańców. 
Gmina została utworzona 1 stycznia 2017 roku z połączenia trzech ówczesnych gmin: Chouzy-sur-Cisse, Coulanges oraz Seillac. Siedzibą gminy została miejscowość Chouzy-sur-Cisse.